# Amen Khajdarov
Amen Khajdarov (født 3. juni 1923 i Sovjetunionen, død 4. februar 2015 i Almaty i Kasakhstan) var en sovjetisk filminstruktør.

## Filmografi
- Potjemu u lastotjki khvostik rozjkami (Почему́ у ла́сточки хво́стик ро́жками, 1967)[1][2]